# Лакужде
Лакужде (перс. لاكوژده) — село в Ірані, у дегестані Кіяшахр, у бахші Кіяшахр, шагрестані Астане-Ашрафіє остану Ґілян. За даними перепису 2006 року, його населення становило 533 особи, що проживали у складі 152 сімей.

## Клімат
Середня річна температура становить 14,39 °C, середня максимальна – 28,14 °C, а середня мінімальна – -0,38 °C. Середня річна кількість опадів – 1188 мм.
| Клімат поселення                              | Клімат поселення | Клімат поселення | Клімат поселення | Клімат поселення | Клімат поселення | Клімат поселення | Клімат поселення | Клімат поселення | Клімат поселення | Клімат поселення | Клімат поселення | Клімат поселення | Клімат поселення |
| Показник                                      | Січ.             | Лют.             | Бер.             | Квіт.            | Трав.            | Черв.            | Лип.             | Серп.            | Вер.             | Жовт.            | Лист.            | Груд.            |                  |
| Середній максимум, °C                         | 8,44             | 9,02             | 11,77            | 17,37            | 21,73            | 25,56            | 28,14            | 27,98            | 24,90            | 20,70            | 15,86            | 11,61            |                  |
| Середня температура, °C                       | 4,03             | 4,62             | 7,36             | 12,99            | 17,30            | 21,16            | 24,14            | 23,98            | 20,90            | 16,71            | 11,87            | 7,62             |                  |
| Середній мінімум, °C                          | −0,38            | 0,21             | 2,95             | 8,58             | 12,89            | 16,74            | 20,16            | 19,99            | 16,92            | 12,72            | 7,88             | 3,62             |                  |
| Норма опадів, мм                              | 114              | 93               | 86               | 46               | 45               | 32               | 31               | 63               | 140              | 219              | 180              | 139              |                  |
| Середньомісячна швидкість вітру, м/с          | 2.40             | 2.50             | 2.48             | 2.40             | 2.40             | 2.70             | 2.60             | 2.34             | 2.14             | 2.20             | 2.05             | 2.16             |                  |
| Середньомісячна сонячна радіація, кДж/м²·день | 6865             | 8961             | 10919            | 15461            | 19796            | 21920            | 22586            | 18930            | 15305            | 10632            | 8508             | 6583             |                  |
| --------------------------------------------- | ---------------- | ---------------- | ---------------- | ---------------- | ---------------- | ---------------- | ---------------- | ---------------- | ---------------- | ---------------- | ---------------- | ---------------- | ---------------- |
| Джерело:                                      |                  |                  |                  |                  |                  |                  |                  |                  |                  |                  |                  |                  |                  |